# Торецьке (Покровський район)
Торе́цьке — село Шахівської сільської громаді Покровського району Донецької області, в Україні.

## Історія

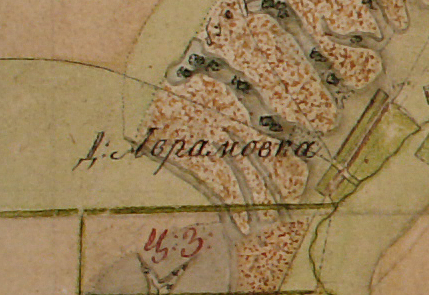
Торецьке на карті складеної в 1790-х роках.

Назва села походить від тюркомовних племен торків, які у XI—XIII сторіччях захищали південні рубежі Київської Русі.[джерело?]
У 1781 році землемір Райновіч провів межування села Аврамівка, яка належала майору Шахову Миколі Аврамовичу.
До революції Торецьке входило до Казено-Торсько-Олексіївської волості і мало назву Абрамівка, після революції  1917 року — Ворошилівка.
У 1862 році 24 жовтня було складено викупний договір між паном майором Миколою Абрамовичем і тимчасово зобов'язаними селянами Аврамівської сільської громади Торсько-Олексіївської волості: Сільський староста Осип Петренко, селяни Христофор Ганночка, Олександр Яковенко, Василь Снігаренко, Клим Васильченко, Іван Резвін, Степан Фотопека, Іван Денисенко, Олексій Денисенко, Максим Шитенко, Петро Шитенко, Юхим Тямало, Семен Колесник, Іван Косалапов, Авраам Гунько, Данило Гунько, Аларит Дехтярев, Григорій Вдовиченко, Петро Бєлік, Омелян Тищенко, Іван Коненко, Пантелеймон Коненко, Марко Варваренко, Іван Рибалка, Юхим Рибалка, Омелян Позирь, Карпо Голованьов, Клим Науменко, Юхим Андрієнко, Філіп Андрієнко, Максим Борисенко, Опанас Приходько, Гаврило Приходько, Дмитро Лещенко, Василь Пятиріченко, Володимир Пятеріченко, Степан Полстний, Терентій Вдовиченко, Іван Писаренко, Філіп Писаренко, Федір Чумаченко, Тихон Мартиненко, Іван Ковиненко, Василь Бондаренко, Михайло Кляченко, Іван Орлов, а замість їх неписьменних уповноважений Луганського ливарного заводу села 3-ї роти майстровий Яків Антонов, син Кудрич руку доклав.
Свідки засвідчують: тимчасово зобов'язані селяни села Софіївка — Євдоким Бережний, Гнат Орленко, Геївка — Іван Видющенко, Єрмолай Ситник, Миколаївки — Микита Лігута, Лазар Бойко.
У 1920 роках село стало центром Ворошиловської сільської ради. Однією з перших керівників сільради була місцева селянка. У 1925 році на виборах до сільради перемогу здобув колишній жандарм царського часу Коненко Гнат.
27 липня 2015 року село ввійшло до складу новоствореної Шахівської сільської громади.

## Жертви сталінських репресій
- Лобода Іван Григорович, 1908 року народження, село Ворошилівка Добропільського району Донецької області, українець, освіта початкова, безпартійний. Сторож сільського споживчого товариства. Проживав в селі Ворошилівка Добропільського району Сталінської (Донецької) області. Заарештований 15 серпня 1951 року. Засуджений військовим трибуналом Київського військового округу на 3 роки ВТТ. Реабілітований у 1955 році.
- Кравченко Василь Трохимович, 1894 року народження, село Ворошилівка Добропільського району Донецької області, українець, освіта початкова, безпартійний. Проживав за місцем народження. Колгоспник колгоспу імені К.Ворошилова. Заарештований 28 липня 1937 року. Засуджений трійкою УНКВС по Донецькій області на 8 років ВТТ. Реабілітований у 1989 році.
- Удовиченко Єфросинія Григорівна, 1889 року народження, село Ворошилівка Добропільського району Донецької області, українка, освіта початкова, безпартійна. Проживала у місті Дружківка Сталінської (Донецької) області. Робітниця ВРЗ. Заарештована 10 вересня 1941 року. Засуджена Особливою нарадою при НКВС СРСР на 5 років ВТТ. Реабілітована у 1989 році.

## Підприємства
- ТОВ «Донкерампросировина» — видобуток глини.
- ТОВ «Торецьке».